# Central Aircraft Manufacturing Company
Central Aircraft Manufacturing Company (CAMCO, кит. 中央飛機製造廠) — ныне не существующая китайская авиастроительная компания, основанная в 1930-х годах американским предпринимателем Уильямом Поули, представителем фирмы Curtiss-Wright.
После переноса производства в Лойвинь (провинция Юньнань), также именовалась «завод в Лойвине» (кит. 雷允飛機製造廠).

## История
Начиная с 1933 года, на заводе CAMCO в Ханчжоу при аэродроме Цзяньцяо было собрано (предположительно, из комплектов, поставлявшихся из США) около 100 истребителей-бомбардировщиков Hawk II (Curtiss P-6) и Hawk III (BF2C Goshawk). Эти самолёты были разработаны в качестве разведчиков-бомбардировщиков для авиации американских ВМС. В первый год Японо-китайской войны они были основой Военно-воздушных сил Китайской Республики
Когда зимой 1937—1938 годов китайские войска были оттеснены от побережья, CAMCO отступила вместе с ними. Завод Поули был восстановлен в районе Ханькоу; на нём ремонтировались повреждённые самолёты, и, возможно, также собирались истребители более поздней модели, Curtiss H-75 (экспортный вариант состоявшего на вооружении Армии США P-36).
Когда в октябре 1938 года пал и Ханькоу, CAMCO перебралась в Хэнъян, где также начала выпуск лёгких бомбардировщиков Vultee V-11.
В то же время были начаты работы на новом заводе, построенном в глубине страны — в Лойвине, на границе Китая и британской Бирмы. Завод приступил к работе весной 1939 года, он снабжался по горной «Бирманской дороге» из Рангуна (ныне столица Мьянмы Янгон). Он финансировался гоминьдановским правительством из Чунцина. На нём было собрано некоторое количество истребителей Hawk 75 (P-36) и Curtiss-Wright CW-21.
С зимы 1940—1941 годов Поули участвовал в наборе персонала и снабжении 1-й американской добровольческой группы (American Volunteer Group, AVG), позже известной как «Летающие тигры». Пилоты AVG официально числились уволенными с военной службы в США, а в Китае компания CAMCO нанимала их в качестве «инструкторов» или «металлистов». Компания также организовала в аэропорту Мингалодон за пределами Рангуна предприятие для сборки 100 истребителей Curtiss P-40, проданных Китаю для оснащения AVG. Из своих офисов в Рангуне и Нью-Йорке, CAMCO также руководила бытовом обслуживанием и кадровым учётом AVG до её расформирования в июле 1942 года.
На заводе CAMCO в Лойвине ремонтировались принадлежавшие AVG истребители P-40, а местный аэродром непродолжительное время использовался для проведения рейдов группы в Таиланд и Бирму.
После отступления союзников из Бирмы весной 1942 года, завод CAMCO был оставлен, а Поули перенёс деятельность в индийский Бангалор, где работал совместно с индийской фирмой Hindustan Aircraft Ltd. Туда же были эвакуированы части ранее построенных планеров Vultee V-11 и планировалось, что сборка самолётов будет завершена; однако после того, как несколько из них были собраны, производство было остановлено, так как завод был перенаправлен на более срочные работы по капитальному ремонту.
Позже на нём проводилась сборка учебных самолётов Harlow PC-5A, уже для ВВС Индии.